# Ismail Harnafi
Ismail Harnafi (* 4. Februar 2002) ist ein deutsch-marokkanischer Fußballspieler.

## Karriere
Harnafi spielte bis 2016 beim SC West Köln, ehe er in die Jugendabteilung von Borussia Mönchengladbach wechselte. Bei der Borussia durchlief er schließlich die letzten Stationen im Juniorenbereich. Zur Spielzeit 2020/2021 gehörte er zum Kader der U19, kam allerdings für die Zweitvertretung der Gladbacher auf zwei Einsätze in der Regionalliga West.
Im Sommer 2021 wechselte er zu Fortuna Köln, welche zu dem Zeitpunkt ebenfalls in der Regionalliga West spielte. Neben Einsätzen für die 1. Mannschaft absolvierte er auch Partien für die 2. Mannschaft in der Mittelrheinliga. Zudem konnte er mit dem Verein das Finale im Mittelrheinpokal erreichen. Auf dem Weg dorthin bestritt Harnafi drei Spiele in dem Wettbewerb. Bei der Finalniederlage gegen Viktoria Köln kam er nicht zum Einsatz.
Nach nur einer Spielzeit war das Kapitel Fortuna für ihn beendet und Harnafi wechselte im Juli 2022 zum 1. FC Düren. Düren war zur Spielzeit 2022/2023 Neuaufsteiger in der Regionalliga West. Mit dem Verein beendete er die Spielzeit auf einem 10. Platz und zog zudem ins Finale des Mittelrheinpokals ein. Wie in der Saison zuvor, ging das Finale gegen Viktoria Köln verloren, und er blieb ohne Einsatz im Finalspiel. Insgesamt bestritt er für den 1. FC Düren 43 Partien in der Regionalliga West, zwei Partien in der Landesliga Mittelrhein für die Zweitvertretung und acht Spiele im Mittelrheinpokal, ehe sich die Wege im Sommer 2024 trennten.
Zum 1. Juli 2024 wechselte Harnafi zu Alemannia Aachen in die 3. Liga. Sein Debüt in Liga 3 gab er am 31. August 2024 (4. Spieltag) bei der 1:2-Heimniederlage gegen den FC Erzgebirge Aue. Harnafi kam in der 89. Spielminute für Nils Winter aufs Feld. Nach einer Leihe zur Zweitvertretung von Borussia Mönchengladbach wechselte er im Sommer 2025 zum FSV Frankfurt.